# Мікаель Жан
Мікаель Жан (фр. Michaëlle Jean; нар. 6 вересня 1957, Порт-о-Пренс, Гаїті) — генерал-губернаторка Канади з 2005 до 2010, змінила на цій посаді Адрієн Кларксон. Перша Генерал-губернаторка Канади з темним кольором шкіри. До цього була журналісткою, ведучою «Радіо Канада» і Канадської телерадіомовної корпорації (Canadian Broadcasting Corporation, CBC). Також була верховною головнокомандувачкою канадських збройних сил і виконувала королівські обов'язки за відсутності королеви. Жан була третьою генеральною секретаркою Міжнародної організації франкофонії з 2015 до 2019 року. Вона була першою жінкою, яка обіймала цю посаду.

## Біографія
Жан є біженкою з Гаїті, прибула до Канади 1968 року, і виховувалась у містечку Тетфорд-Майнс, провінція Квебек. Здобувши низку університетських дипломів, Жан працювала журналісткою (CBC), а також займалася благодійною діяльністю, здебільшого у сфері допомоги жертвам домашнього насильства. 2005 року, за рекомендацією прем'єр-міністра Пола Мартіна королева Єлизавета II призначила її генерал-губернаторкою. Вона обіймала цю посаду, поки її не змінив Девід Джонстон 2010 року.
2010 року була призначена спеціальною посланницею Гаїті при Організації Об'єднаних Націй з питань освіти, науки та культури.
26 вересня 2012 р. склала присягу як член Таємної ради королеви Канади.
2014 року федеральний уряд Канади разом із урядами провінцій Квебек і Нью-Брансвік, а також уряд Гаїті схвалили кандидатуру Жан на посаду генерального секретаря Франкофонії. 30 листопада 2014 року представники 57 урядів обрали Жан на цю посаду консенсусом після відмови чотирьох інших кандидатів. Її чотирирічний мандат розпочався 5 січня 2015 р., і з тих пір вона сприяла демократичним процедурам — зокрема, щодо виборів у Центральноафриканській Республіці, Нігері, Коморських Островах та Беніні — освіті та правам жінок і дівчат.
Жан подавала свою кандидатуру на другий чотирирічний термін на саміті Франкофонії у Вірменії 2018 року, проте Франція та врешті-решт Канада підтримали кандидатуру міністерки закордонних справ Руанди Луїзи Мушиківабо.
Жан зазнала критики за витрати 500 000 доларів на ремонт квартири в Парижі, 50 000 доларів за чотири ночі в готелі Волдорф-Асторія на Мангеттені, придбання фортепіано за 20 000 доларів.
Термін повноважень Жан закінчився 2 січня 2019 р.

## В Україні
У квітні 2009 року вона відвідала Україну, була в Києві і Львові, де зокрема відвідала Навчально-реабілітаційний центр «Джерело». Під час круглого столу «Україна: шляхи подолання бар'єрів для неповносправних» представники громадських організацій обговорювали з Мікаель Жан питання їнклюзії людей з особливими потребами у суспільство, потребу відстоювання їхніх прав, а також можливості вирішення проблем інфраструктури для людей, що пересуваються на інвалідних візках. Мікаель Жан згадала про той час у своєму житті, коли вона співпрацювала з жіночими організаціями і сприяла створенню притулків для жінок, які потерпали від насильства, та їхніх дітей. «Якщо ми не збудуємо гуманного суспільства, то будемо платити дуже високу ціну за це, - наголосила Мікаель Жан. - Дух спільноти - наше найбільше багатство».

https://zaxid.net/news/